# 116e Amerikaans Congres
Het 116e Amerikaans Congres was een zitting van het Congres van de Amerikaanse federale overheid die liep van 3 januari 2019 tot en met 3 januari 2021. Dit waren de laatste twee jaren van de ambtstermijn van president Donald Trump. Het Amerikaans Congres bestaat uit de Amerikaanse Senaat en het Huis van Afgevaardigden.

## Data van sessies
3 januari 2019 - 3 januari 2021
- 1e sessie: 3 januari 2019 - 3 januari 2020
- 2e sessie  3 januari 2020  - 3 januari 2021

## Gebeurtenissen
- 22 december 2018 - 25 januari 2019: government shutdown.
- 3 januari 2019 - Nancy Pelosi wordt verkozen tot voorzitter van het Huis van Afgevaardigden. Ze is daarmee, na Sam Rayburn in 1955, de tweede voorzitter die terugkeert in deze functie.
- 5 februari 2019: State of the Union door president Donald Trump.
- 18 december 2019: Het Huis neemt een motie aan die een afzettingsprocedure tegen president Trump in gang zet.
- 16 januari 2020 - 5 februari 2020: Inbeschuldigingstellingsprocedure tegen Donald Trump.
- 4 februari 2020: State of the Union door president Trump.
- 26 oktober 2020: De Senaat stemt in met de benoeming van Amy Coney Barrett tot rechter in het Hooggerechtshof van de Verenigde Staten.
- 3 november 2020: presidentsverkiezingen.

## Zetelverdeling

### Senaat

Zetelverdeling in de Senaat
45 Democraten
53 Republikeinen
2 Onafhankelijken

|                                              | Partij (Meerderheid gekleurd) | Partij (Meerderheid gekleurd) | Partij (Meerderheid gekleurd) | Totaal |   |
| -------------------------------------------- | ----------------------------- | ----------------------------- | ----------------------------- | ------ | - |
|                                              |                               |                               |                               | Totaal |   |
| Democraten                                   | Onafhankelijk                 | Republikeinen                 | Vacant                        | Totaal |   |
| 116de Senaat                                 | 45                            | 2                             | 53                            | 100    | 0 |
| Huidige samenstelling (vanaf 3 januari 2019) | 45                            | 2                             | 53                            | 100    | 0 |
|                                              | 45%                           | 2%                            | 53%                           |        |   |

### Huis van Afgevaardigden

Zetelverdeling in Huis van Afgevaardigden
235 Democraten
199 Republikeinen
1 vacant

|                          | Partij (Meerderheid gekleurd) | Partij (Meerderheid gekleurd) | Partij (Meerderheid gekleurd) | Totaal | Vacant |  |
| ------------------------ | ----------------------------- | ----------------------------- | ----------------------------- | ------ | ------ |  |
|                          |                               |                               |                               | Totaal | Vacant |  |
| Democraten               | Onafhankelijk                 | Republikeinen                 |                               | Totaal | Vacant |  |
| Einde van vorige Congres | 196                           | 0                             | 236                           | 432    | 3      |  |
|                          |                               |                               |                               |        |        |  |
| Begin (3 januari 2019)   | 235                           | 0                             | 199                           | 434    | 1      |  |
| Percentage               | 54,1%                         | 0%                            | 45,9%                         |        |        |  |
| Leden zonder stemrecht   | 3                             | 1                             | 2                             | 6      | 0      |  |

## Leiding

### Senaat
- Voorzitter: Mike Pence (R)
- President pro tempore: Chuck Grassley (R)
- President pro tempore emeritus: Patrick Leahy (D)

#### Republikeinse Partij
- Meerderheidsleider: Mitch McConnell
- Meerderheidswhip: John Thune

#### Democratische Partij
- Minderheidsleider: Chuck Schumer
- Minderheidswhip: Dick Durbin

### Huis van Afgevaardigden
- Voorzitter: Nancy Pelosi (D)

#### Democratische Partij
- Meerderheidsleider: Steny Hoyer
- Meerderheidswhip: Jim Clyburn

#### Republikeinse Partij
- Minderheidsleider: Kevin McCarthy
- Minderheidswhip: Steve Scalise

## Leden van de Senaat
Legenda:
- D: Democraat
- R: Republikein
- O: Onafhankelijk

Het getal voor de naam staat voor de klasse waartoe de senator behoort. Er zijn in totaal drie klassen; elke twee jaar verloopt de termijn van een derde van de senators. De senators in klasse 1 werden verkozen tijdens de congresverkiezingen op 6 november 2018. Hun termijn verloopt in 2024. De verkiezingen van de senators in klasse 2 en 3 zijn in 2020 respectievelijk 2022.

### Alabama
- 2. Doug Jones (D)
- 3. Richard Shelby (R)

### Alaska
- 2. Dan Sullivan (R)
- 3. Lisa Murkowski (R)

### Arizona
- 1. Kyrsten Sinema (D)
- 3. Martha McSally (R)

### Arkansas
- 2. Tom Cotton (R)
- 3. John Boozman (R)

### Californië
- 1. Dianne Feinstein (D)
- 3. Kamala Harris (D)

### Colorado
- 2. Cory Gardner (R)
- 3. Michael Bennet (D)

### Connecticut
- 1. Chris Murphy (D)
- 3. Richard Blumenthal (D)

### Delaware
- 1. Tom Carper (D)
- 2. Chris Coons (D)

### Florida
- 1. Rick Scott (R), vanaf 8 januari 2019
- 3. Marco Rubio (R)

### Georgia
- 2. David Perdue (R)
- 3. Johnny Isakson (R)  (tot 31 december 2019)[1]
  - Kelly Loeffler (R) (vanaf 6 januari 2020)[a]

### Hawaii
- 1. Mazie Hirono (D)
- 3. Brian Schatz (D)

### Idaho
- 2. Jim Risch (R)
- 3. Mike Crapo (R)

### Illinois
- 2. Dick Durbin (D)
- 3. Tammy Duckworth (D)

### Indiana
- 1. Mike Braun (R)
- 3. Todd Young (R)

### Iowa
- 2. Joni Ernst (R)
- 3. Chuck Grassley (R)

### Kansas
- 2. Pat Roberts (R)
- 3. Jerry Moran (R)

### Kentucky
- 2. Mitch McConnell (R)
- 3. Rand Paul (R)

### Louisiana
- 2. Bill Cassidy (R)
- 3. John Neely Kennedy (R)

### Maine
- 1. Angus King (O)
- 2. Susan Collins (R)

### Maryland
- 1. Ben Cardin (D)
- 3. Chris Van Hollen (D)

### Massachusetts
- 1. Elizabeth Warren (D)
- 2. Ed Markey (D)

### Michigan
- 1. Debbie Stabenow (D)
- 2. Gary Peters (D)

### Minnesota
- 1. Amy Klobuchar (DFL)[b]
- 2. Tina Smith (DFL)[b]

### Mississippi
- 1. Roger Wicker (R)
- 2. Cindy Hyde-Smith (R)

### Missouri
- 1. Josh Hawley (R)
- 3. Roy Blunt (R)

### Montana
- 1. Jon Tester (D)
- 2. Steve Daines (R)

### Nebraska
- 1. Deb Fischer (R)
- 2. Ben Sasse (R)

### Nevada
- 1. Jacky Rosen (D)
- 3. Catherine Cortez Masto (D)

### New Hampshire
- 2. Jeanne Shaheen (D)
- 3. Maggie Hassan (D)

### New Jersey
- 1. Bob Menendez (D)
- 2. Cory Booker (D)

### New Mexico
- 1. Martin Heinrich (D)
- 2. Tom Udall (D)

### New York
- 1. Kirsten Gillibrand (D)
- 3. Chuck Schumer (D)

### North Carolina
- 2. Thom Tillis (R)
- 3. Richard Burr (R)

### North Dakota
- 1. Kevin Cramer (R)
- 3. John Hoeven (R)

### Ohio
- 1. Sherrod Brown (D)
- 3. Rob Portman (R)

### Oklahoma
- 2. Jim Inhofe (R)
- 3. James Lankford (R)

### Oregon
- 2. Jeff Merkley (D)
- 3. Ron Wyden (D)

### Pennsylvania
- 1. Bob Casey jr. (D)
- 3. Pat Toomey (R)

### Rhode Island
- 1. Sheldon Whitehouse (D)
- 2. Jack Reed (D)

### South Carolina
- 2. Lindsey Graham (R)
- 3. Tim Scott (R)

### South Dakota
- 2. Mike Rounds (R)
- 3. John Thune (R)

### Tennessee
- 1. Marsha Blackburn (R)
- 2. Lamar Alexander (R)

### Texas
- 1. Ted Cruz (R)
- 2. John Cornyn (R)

### Utah
- 1. Mitt Romney (R)
- 3. Mike Lee (R)

### Vermont
- 1. Bernie Sanders (O)
- 3. Patrick Leahy (D)

### Virginia
- 1. Tim Kaine (D)
- 2. Mark Warner (D)

### Washington
- 1. Maria Cantwell (D)
- 3. Patty Murray (D)

### West Virginia
- 1. Joe Manchin (D)
- 2. Shelley Moore Capito (R)

### Wisconsin
- 1. Tammy Baldwin (D)
- 3. Ron Johnson (R)

### Wyoming
- 1. John Barrasso (R)
- 2. Mike Enzi (R)

## Leden van het Huis van Afgevaardigden

### Alabama
(6 Republikeinen, 1 Democraten)
- 1. Bradley Byrne (R)
- 2. Martha Roby (R)
- 3. Mike D. Rogers (R)
- 4. Robert Aderholt (R)
- 5. Mo Brooks (R)
- 6. Gary Palmer (R)
- 7. Terri Sewell (D)

### Alaska
(1 Republikein)
- Don Young (R)

### Arizona
(5 Democraten, 4 Republikeinen)
- 1. Tom O’Halleran (D)
- 2. Ann Kirkpatrick  (D)
- 3. Raúl Grijalva (D)
- 4. Paul Gosar (R)
- 5. Andy Biggs (R)
- 6. David Schweikert (R)
- 7. Ruben Gallego (D)
- 8. Debbie Lesko (R)
- 9. Greg Stanton (D)

### Arkansas
(4 Republikeinen)
- 1. Rick Crawford (R)
- 2. French Hill (R)
- 3. Steve Womack (R)
- 4. Bruce Westerman (R)

### Californië
(46 Democraten, 7 Republikeinen)
- 1. Doug LaMalfa (R)
- 2. Jared Huffman (D)
- 3. John Garamendi (D)
- 4. Tom McClintock (R)
- 5. Mike Thompson (D)
- 6. Doris Matsui (D)
- 7. Ami Bera (D)
- 8. Paul Cook (R)
- 9. Jerry McNerney (D)
- 10. Josh Harder  (D)
- 11. Mark DeSaulnier (D)
- 12. Nancy Pelosi (D)
- 13. Barbara Lee (D)
- 14. Jackie Speier (D)
- 15. Eric Swalwell (D)
- 16. Jim Costa (D)
- 17. Ro Khanna (D)
- 18. Anna Eshoo (D)
- 19. Zoe Lofgren (D)
- 20. Jimmy Panetta (D)
- 21. TJ Cox (D)
- 22. Devin Nunes (R)
- 23. Kevin McCarthy (R)
- 24. Salud Carbajal (D)
- 25. Katie Hill (D)
- 26. Julia Brownley (D)
- 27. Judy Chu (D)
- 28. Adam Schiff (D)
- 29. Tony Cárdenas (D)
- 30. Brad Sherman (D)
- 31. Pete Aguilar (D)
- 32. Grace Napolitano (D)
- 33. Ted Lieu (D)
- 34. Jimmy Gomez (D)
- 35. Norma Torres (D)
- 36. Raul Ruiz (D)
- 37. Karen Bass (D)
- 38. Linda Sánchez (D)
- 39. Gil Cisneros (D)
- 40. Lucille Roybal-Allard (D)
- 41. Mark Takano (D)
- 42. Ken Calvert (R)
- 43. Maxine Waters (D)
- 44. Nanette Barragán (D)
- 45. Katie Porter (D)
- 46. Lou Correa (D)
- 47. Alan Lowenthal (D)
- 48. Harley Rouda (D)
- 49. Mike Levin (D)
- 50. Duncan D. Hunter (R)
- 51. Juan Vargas (D)
- 52. Scott Peters (D)
- 53. Susan Davis (D)

### Colorado
(4 Democraten, 3 Republikeinen)
- 1. Diana DeGette (D)
- 2. Joe Neguse (D)
- 3. Scott Tipton (R)
- 4. Ken Buck (R)
- 5. Doug Lamborn (R)
- 6. Jason Crow (D)
- 7. Ed Perlmutter (D)

### Connecticut
(5 Democraten)
- 1. John Larson (D)
- 2. Joe Courtney (D)
- 3. Rosa DeLauro (D)
- 4. Jim Himes (D)
- 5. Jahana Hayes (D)

### Delaware
(1 Democraat)
- 1. Lisa Blunt Rochester (D)

### Florida
(14 Republikeinen, 13 Democraten)
- 1. Matt Gaetz (R)
- 2. Neal Dunn (R)
- 3. Ted Yoho (R)
- 4. John Rutherford (R)
- 5. Al Lawson (D)
- 6. Michael Waltz (R)
- 7. Stephanie Murphy (D)
- 8. Bill Posey (R)
- 9. Darren Soto (D)
- 10. Val Demings (D)
- 11. Daniel Webster (R)
- 12. Gus Bilirakis (R)
- 13. Charlie Crist (D)
- 14. Kathy Castor (D)
- 15. Ross Spano (R)
- 16. Vern Buchanan (R)
- 17. Greg Steube (R)
- 18. Brian Mast (R)
- 19. Francis Rooney (R)
- 20. Alcee Hastings (D)
- 21. Lois Frankel (D)
- 22. Ted Deutch (D)
- 23. Debbie Wasserman Schultz (D)
- 24. Frederica Wilson (D)
- 25. Mario Diaz-Balart (R)
- 26. Debbie Mucarsel-Powell (D)
- 27. Donna Shalala (D)

### Georgia
(9 Republikeinen, 5 Democraten)
- 1. Buddy Carter (R)
- 2. Sanford Bishop (D)
- 3. Drew Ferguson (R)
- 4. Hank Johnson (D)
- 5. John Lewis (D)
- 6. Lucy McBath (D)
- 7. Rob Woodall (R)
- 8. Austin Scott (R)
- 9. Doug Collins (R)
- 10. Jody Hice (R)
- 11. Barry Loudermilk (R)
- 12. Rick W. Allen (R)
- 13. David Scott (D)
- 14. Tom Graves (R)

### Hawaï
(2 Democraten)
- 1. Ed Case (D)
- 2. Tulsi Gabbard (D)

### Idaho
(2 Republikeinen)
- 1. Russ Fulcher (R)
- 2. Mike Simpson (R)

### Illinois
(13 Democraten, 5 Republikeinen)
- 1. Bobby L. Rush (D)
- 2. Robin Kelly (D)
- 3. Dan Lipinski (D)
- 4. Jesús García (D)
- 5. Michael Quigley (D)
- 6. Sean Casten (D)
- 7. Danny K. Davis (D)
- 8. Raja Krishnamoorthi (D)
- 9. Jan Schakowsky (D)
- 10. Brad Schneider (D)
- 11. Bill Foster (D)
- 12. Mike Bost (R)
- 13. Rodney L. Davis (R)
- 14. Lauren Underwood (D)
- 15. John Shimkus (R)
- 16. Adam Kinzinger (R)
- 17. Cheri Bustos (D)
- 18. Darin LaHood (R)

### Indiana
(7 Republikeinen, 2 Democraten)
- 1. Pete Visclosky (D)
- 2. Jackie Walorski (R)
- 3. Jim Banks (R)
- 4. Jim Baird (R)
- 5. Susan Brooks (R)
- 6. Greg Pence (R)
- 7. André Carson (D)
- 8. Larry Bucshon (R)
- 9. Trey Hollingsworth (R)

### Iowa
(3 Democraten, 1 Republikein)
- 1. Abby Finkenauer (D)
- 2. David Loebsack (D)
- 3. Cindy Axne (D)
- 4. Steve King (R)

### Kansas
(4 Republikeinen, 1 Democraat)
- 1. Roger Marshall (R)
- 2. Steve Watkins (R)
- 3. Sharice Davids (D)
- 4. Ron Estes (R)

### Kentucky
(5 Republikeinen, 1 Democraat)
- 1. James Comer (R)
- 2. Brett Guthrie (R)
- 3. John Yarmuth (D)
- 4. Thomas Massie (R)
- 5. Hal Rogers (R)
- 6. Andy Barr (R)

### Louisiana
(5 Republikeinen, 1 Democraat)
- 1. Steve Scalise (R)
- 2. Cedric Richmond (D)
- 3. Clay Higgins (R)
- 4. Mike Johnson (R)
- 5. Ralph Abraham (R)
- 6. Garret Graves (R)

### Maine
(2 Democraten)
- 1. Chellie Pingree (D)
- 2. Jared Golden (D)

### Maryland
(7 Democraten, 1 Republikein)
- 1. Andrew P. Harris (R)
- 2. Dutch Ruppersberger (D)
- 3. John Sarbanes (D)
- 4. Anthony G. Brown (D)
- 5. Steny Hoyer (D)
- 6. David Trone (D)
- 7. Elijah Cummings (D)
- 8. Jamie Raskin (D)

### Massachusetts
(9 Democraten)
- 1. Richard Neal (D)
- 2. Jim McGovern (D)
- 3. Lori Trahan (D)
- 4. Joseph Patrick Kennedy (D)
- 5. Katherine Clark (D)
- 6. Seth Moulton (D)
- 7. Ayanna Pressley (D)
- 8. Stephen Lynch (D)
- 9. Bill Keating (D)

### Michigan
(7 Republikeinen, 7 Democraten)
- 1. Jack Bergman (R)
- 2. Bill Huizenga (R)
- 3. Justin Amash (R)
- 4. John Moolenaar (R)
- 5. Dan Kildee (D)
- 6. Fred Upton (R)
- 7. Tim Walberg (R)
- 8. Elissa Slotkin (D)
- 9. Sander M. Levin (D)
- 10. Paul Mitchell (R)
- 11. Haley Stevens (D)
- 12. Debbie Dingell (D)
- 13. Rashida Tlaib (D)
- 14. Brenda Lawrence (D)

### Minnesota
(5 Democraten, 3 Republikeinen)
- 1. Jim Hagedorn (R)
- 2. Angie Craig (D)
- 3. Dean Phillips (D)
- 4. Betty McCollum (D)
- 5. Ilhan Omar (D)
- 6. Tom Emmer (R)
- 7. Collin Peterson (D)
- 8. Pete Stauber (R)

### Mississippi
(3 Republikeinen, 1 Democraat)
- 1. Trent Kelly (R)
- 2. Bennie Thompson (D)
- 3. Michael Guest (R)
- 4. Steven Palazzo (R)

### Missouri
(6 Republikeinen, 2 Democraten)
- 1. William Lacy Clay (D)
- 2. Ann Wagner (R)
- 3. Blaine Luetkemeyer (R)
- 4. Vicky Hartzler (R)
- 5. Emanuel Cleaver (D)
- 6. Sam Graves (R)
- 7. Billy Long (R)
- 8. Jason T. Smith (R)

### Montana
(1 Republikein)
- 1. Greg Gianforte (R)

### Nebraska
(3 Republikeinen)
- 1. Jeff Fortenberry (R)
- 2. Don Bacon (R)
- 3. Adrian Smith (R)

### Nevada
(3 Democraten, 1 Republikein)
- 1. Dina Titus (D)
- 2. Mark Amodei (R)
- 3. Susie Lee (D)
- 4. Steven Horsford (D)

### New Hampshire
(2 Democraten)
- 1. Chris Pappas (D)
- 2. Ann McLane Kuster (D)

### New Jersey
(11 Democraten, 1 Republikeinen)
- 1. Donald Norcross (D)
- 2. Jeff Van Drew (D)
- 3. Andy Kim (D)
- 4. Chris Smith (R)
- 5. Josh Gottheimer (D)
- 6. Frank Pallone (D)
- 7. Tom Malinowski (D)
- 8. Albio Sires (D)
- 9. Bill Pascrell (D)
- 10. Donald Payne Jr. (D)
- 11. Mikie Sherrill (D)
- 12. Bonnie Watson Coleman (D)

### New Mexico
(3 Democraten)
- 1. Deb Haaland (D)
- 2. Xochitl Torres Small (D)
- 3. Ben R. Luján (D)

### New York
(21 Democraten, 6 Republikeinen)
- 1. Lee Zeldin (R)
- 2. Peter T. King (R)
- 3. Thomas Suozzi (D)
- 4. Kathleen Rice (D)
- 5. Gregory Meeks (D)
- 6. Grace Meng (D)
- 7. Nydia Velázquez (D)
- 8. Hakeem Jeffries (D)
- 9. Yvette Clarke (D)
- 10. Jerrold Nadler (D)
- 11. Max Rose (D)
- 12. Carolyn Maloney (D)
- 13. Adriano Espaillat (D)
- 14. Alexandria Ocasio-Cortez (D)
- 15. José Serrano (D)
- 16. Eliot Engel (D)
- 17. Nita Lowey (D)
- 18. Sean Patrick Maloney (D)
- 19. Antonio Delgado (D)
- 20. Paul Tonko (D)
- 21. Elise Stefanik (R)
- 22. Anthony Brindisi (D)
- 23. Tom Reed (R)
- 24. John Katko (R)
- 25. Joseph Morelle (D)
- 26. Brian Higgins (D)
- 27. Chris Collins (R)

### North Carolina
(10 Republikeinen, 3 Democraten)
- 1. G. K. Butterfield (D)
- 2. George Holding (R)
- 3. Walter B. Jones (R), tot 10 februari 2019[3]
  - Vacant
- 4. David Price (D)
- 5. Virginia Foxx (R)
- 6. Mark Walker (R)
- 7. David Rouzer (R)
- 8. Richard Hudson (R)
- 9. Vacant
- 10. Patrick McHenry (R)
- 11. Mark Meadows (R)
- 12. Alma Adams (D)
- 13. Ted Budd (R)

### North Dakota
(1 Republikein)
- 1. Kelly Armstrong (R)

### Ohio
(12 Republikeinen, 4 Democraten)
- 1. Steve Chabot (R)
- 2. Brad Wenstrup (R)
- 3. Joyce Beatty (D)
- 4. Jim Jordan (R)
- 5. Bob Latta (R)
- 6. Bill Johnson (R)
- 7. Bob Gibbs (R)
- 8. Warren Davidson (R)
- 9. Marcy Kaptur (D)
- 10. Mike Turner (R)
- 11. Marcia Fudge (D)
- 12. Troy Balderson (R)
- 13. Tim Ryan (D)
- 14. David Joyce (R)
- 15. Steve Stivers (R)
- 16. Anthony Gonzalez (R)

### Oklahoma
(4 Republikeinen, 1 Democraat)
- 1. Kevin Hern (R)
- 2. Markwayne Mullin (R)
- 3. Frank Lucas (R)
- 4. Tom Cole (R)
- 5. Kendra Horn (D)

### Oregon
(4 Democraten, 1 Republikein)
- 1. Suzanne Bonamici (D)
- 2. Greg Walden (R)
- 3. Earl Blumenauer (D)
- 4. Peter DeFazio (D)
- 5. Kurt Schrader (D)

### Pennsylvania
(9 Republikeinen, 9 Democraten)
- 1. Brian Fitzpatrick (R)
- 2. Brendan Boyle (D)
- 3. Dwight Evans (D)
- 4. Madeleine Dean (D)
- 5. Mary Gay Scanlon (D)
- 6. Chrissy Houlahan (D)
- 7. Susan Wild (D)
- 8. Matt Cartwright (D)
- 9. Dan Meuser (R)
- 10. Scott Perry (R)
- 11. Lloyd Smucker (R)
- 12. Tom Marino (R)
- 13. John Joyce (R)
- 14. Guy Reschenthaler (R)
- 15. Glenn Thompson (R)
- 16. Mike Kelly (R)
- 17. Conor Lamb (D)
- 18. Michael Doyle (D)

### Rhode Island
(2 Democraten)
- 1. David Cicilline (D)
- 2. James Langevin (D)

### South Carolina
(5 Republikeinen, 2 Democraten)
- 1. Joe Cunningham (D)
- 2. Joe Wilson (R)
- 3. Jeff Duncan (R)
- 4. William Timmons (R)
- 5. Ralph Norman (R)
- 6. Jim Clyburn (D)
- 7. Tom Rice (R)

### South Dakota
(1 Republikein)
- Dusty Johnson (R)

### Tennessee
(7 Republikeinen, 2 Democraten)
- 1. Phil Roe (R)
- 2. Tim Burchett (R)
- 3. Chuck Fleischmann (R)
- 4. Scott DesJarlais (R)
- 5. Jim Cooper (D)
- 6. John Rose (R)
- 7. Mark Green (R)
- 8. David Kustoff (R)
- 9. Steve Cohen (D)

### Texas
(23 Republikeinen, 13 Democraten)
- 1. Louie Gohmert (R)
- 2. Dan Crenshaw (R)
- 3. Van Taylor (R)
- 4. John Ratcliffe (R)
- 5. Lance Gooden (R)
- 6. Ron Wright (R)
- 7. Lizzie Fletcher (D)
- 8. Kevin Brady (R)
- 9. Al Green (D)
- 10. Michael McCaul (R)
- 11. Mike Conaway (R)
- 12. Kay Granger (R)
- 13. Mac Thornberry (R)
- 14. Randy Weber (R)
- 15. Vicente González (D)
- 16. Veronica Escobar (D)
- 17. Bill Flores (R)
- 18. Sheila Jackson Lee (D)
- 19. Jodey Arrington (R)
- 20. Joaquín Castro (D)
- 21. Chip Roy (R)
- 22. Pete Olson (R)
- 23. Will Hurd (R)
- 24. Kenny Marchant (R)
- 25. Roger Williams (R)
- 26. Michael Burgess (R)
- 27. Michael Cloud (R)
- 28. Henry Cuellar (D)
- 29. Sylvia Garcia (D)
- 30. Eddie Bernice Johnson (D)
- 31. John Carter (R)
- 32. Colin Allred (D)
- 33. Marc Veasey (D)
- 34. Filemon Vela Jr. (D)
- 35. Lloyd Doggett (D)
- 36. Brian Babin (R)

### Utah
(3 Republikeinen, 1 Democraat)
- 1. Rob Bishop (R)
- 2. Chris Stewart (R)
- 3. John Curtis (R)
- 4. Ben McAdams (D)

### Vermont
(1 Democraten)
- Peter Welch (D)

### Virginia
(7 Democraten, 4 Republikeinen)
- 1. Rob Wittman (R)
- 2. Elaine Luria (D)
- 3. Bobby Scott (D)
- 4. Donald McEachin (D)
- 5. Denver Riggleman (R)
- 6. Ben Cline (R)
- 7. Abigail Spanberger (D)
- 8. Don Beyer (D)
- 9. Morgan Griffith (R)
- 10. Jennifer Wexton (D)
- 11. Gerry Connolly (D)

### Washington
(7 Democraten, 3 Republikeinen)
- 1. Suzan DelBene (D)
- 2. Rick Larsen (D)
- 3. Jaime Herrera Beutler (R)
- 4. Dan Newhouse (R)
- 5. Cathy McMorris Rodgers (R)
- 6. Derek Kilmer (D)
- 7. Pramila Jayapal (D)
- 8. Kim Schrier (D)
- 9. Adam Smith (D)
- 10. Dennis Heck (D)

### West Virginia
(3 Republikeinen)
- 1. David McKinley (R)
- 2. Alex Mooney (R)
- 3. Carol Miller (R)

### Wisconsin
(5 Republikeinen, 3 Democraten)
- 1. Bryan Steil (R)
- 2. Mark Pocan (D)
- 3. Ron Kind (D)
- 4. Gwen Moore (D)
- 5. Jim Sensenbrenner (R)
- 6. Glenn Grothman (R)
- 7. Sean Duffy (R)
- 8. Mike Gallagher (R)

### Wyoming
(1 Republikein)
- 1. Liz Cheney (R)

### Leden zonder stemrecht
(3 Democraten, 1 Republikein, 1 R/PNP, 1 Onafhankelijk)
- Amata Coleman Radewagen (R, Amerikaans-Samoa)
- Eleanor Holmes Norton (D, Washington D.C.)
- Michael San Nicolas (D, Guam)
- Gregorio Sablan (O, Noordelijke Marianen)
- Jennifer González (R en PNP, Puerto Rico)
- Stacey Plaskett (D, Amerikaanse Maagdeneilanden)